# Corystus relictus
Corystus relictus is een zee-egel uit de familie Corystusidae.
De wetenschappelijke naam van de soort werd in 1902 gepubliceerd door Johannes Cornelis Hendrik de Meijere.